# 4975 Домото
4975 Домото  (4975 Dohmoto) — астероїд головного поясу, відкритий 16 вересня 1990 року.
Тіссеранів параметр щодо Юпітера — 3,136.